# Magna International
Magna International Inc. — канадський виробник запчастин для автовиробників. Це одна з найбільших компаній у Канаді, яка була визнана Forbes Global 2000 у 2020 році. Компанія є найбільшим виробником автомобільних запчастин у Північній Америці за продажами оригінальних запчастин, вона незмінно займає місце у списку Fortune Global 500 протягом 20 років. поспіль з 2001 року. Він виробляє автомобільні системи, вузли, модулі та компоненти, які постачаються General Motors, Ford і Stellantis, а також BMW, Mercedes-Benz, Volkswagen, Toyota, Tesla і Tata Motors та ін.
Штаб-квартира компанії розташована в Аврора, Онтаріо, а її головним виконавчим директором є Свамі Котагірі. У компанії працює 158 000 співробітників на 342 виробничих підприємствах і 91 центрі розробки продуктів, інженерії та продажу в 27 країнах. Magna керується відповідно до корпоративної конституції, яка передбачає розподіл прибутків між працівниками та акціонерами. За словами засновника компанії Френка Стронаха, умови цього контракту є «чесною корпоративною системою».